# توماس ویلسون
توماس ویلسون (انگلیسی: Thomas F. Wilson؛ زادهٔ ۱۵ آوریل ۱۹۵۹) یک هنرپیشه اهل ایالات متحده آمریکا است. وی از سال ۱۹۸۳ میلادی تاکنون مشغول فعالیت بوده است.

## گزیده فیلم‌شناسی
از فیلم‌ها یا برنامه‌های تلویزیونی که وی در آن نقش داشته است می‌توان به آثار زیر اشاره کرد.
- بازگشت به آینده (۱۹۸۵)
- دروغ اول آوریل (فیلم ۱۹۸۶) (۱۹۸۶)
- اکش جکسون (۱۹۸۸)
- بازگشت به آینده قسمت ۲ (۱۹۸۹)
- بازگشت به آینده قسمت ۳ (۱۹۹۰)
- کمپ ناکجاآباد (۱۹۹۴)
- گربه جاسوس (فیلم ۱۹۹۷) (۱۹۹۷)
- دختر (فیلم ۱۹۹۸) (۱۹۹۸)
- آتلانتیس: بازگشت میلو (۲۰۰۳)
- فیلم باب‌اسفنجی شلوارمکعبی (۲۰۰۴)
- بزرگنمایی (فیلم ۲۰۰۶) (۲۰۰۶)
- اطلاع‌رسانی! (۲۰۰۹)
- یوهان: بچه سرگردان (۲۰۱۰)
- ریو (فیلم ۲۰۱۱) (۲۰۱۱)
- حماسه (فیلم) (۲۰۱۳ )
- مخمصه (فیلم ۲۰۱۳) (۲۰۱۳)
- فیلم باب اسفنجی: اسفنج بیرون از آب (۲۰۱۵)
- بتمن: مجموعه پویانمایی (۱۹۹۳)
- پینکی و برین (۱۹۹۸)
- باب‌اسفنجی شلوارمکعبی (۲۰۰۱–۱۳)
- دو مرد و نصفی (۲۰۰۳)
- ریبا (۲۰۰۵)
- هنوز وایسادیم (۲۰۰۶)
- دکتر هاوس (۲۰۰۷)
- بوستون لیگال (۲۰۰۷)
- استخوان‌ها (مجموعه تلویزیونی) (۲۰۰۸)
- غیب‌گو (مجموعه تلویزیونی) (۲۰۰۹)
- خانه‌خراب (۲۰۰۹)
- مرد خانواده (۲۰۰۹)
- عشق بزرگ (۲۰۱۰, ۲۰۱۱)
- وقت ماجراجویی (۲۰۱۰)
- شوی پاتریک ستاره ( ۲۰۲۱)